# مارك بروكس (لاعب غولف)
مارك بروكس (بالإنجليزية: Mark Brooks)‏ هو لاعب غولف أمريكي، ولد في 25 مارس 1961 في فورت وورث في الولايات المتحدة.

## وصلات خارجية
- مارك بروكس على موقع رابطة لاعبي الغولف المحترفين (الإنجليزية)
- مارك بروكس على موقع رابطة اليابان للاعبي الغولف المحترفين (الإنجليزية)
- مارك بروكس على موقع التصنيف العالمي الرسمي للغولف (الإنجليزية)
- مارك بروكس على موقع إن إن دي بي (الإنجليزية)